# Unité de sécurité générale du Palais national
Die Unité de sécurité générale du Palais national, oder kurz USGPN, ist eine Einheit der Police nationale d’Haïti und beschützt zusammen mit der Unité de sécurité présidentielle den Präsidenten Haitis. Gegen die Einheit wurden Vorwürfe hinsichtlich Menschenrechtsverletzungen erhoben.

## Aufgaben
Die Aufgaben der Einheit sind
- das Gewähren der Sicherheit der Gebäude des Nationalpalasts
- das Gewähren der Sicherheit der Privatresidenzen des aktuellen und der ehemaligen Präsidenten
- den Konvoi des Präsidenten eskortieren, wenn dieser ein Fahrzeug nutzt

## Vorwürfe hinsichtlich Menschenrechtsverletzungen
Die USGPN wurde beschuldigt, zwischen 1995 und 2002 Menschenrechtsverletzungen verübt zu haben. Die Einheit übte unabhängig von der Haitianischen Polizei PNH Exekutivkompetenzen aus und fiel als unkontrollierte bewaffnete Einheit auf. Ehemalige Mitglieder der USGPN waren in die Bandenkriminalität auf Haiti involviert.